# Мадона (Летонија)
Мадона (лет. Madona, рус. Мадона) је један од значајних градова у Летонији. Мадона је седиште истоимене општине Мадона.

## Географија
Мадона је смештена у средишњем делу Летоније, у историјској покрајини Видземији. Од главног града Риге град је удаљен 150 километара источно.
Град Мадона развио се у равничарском подручју, на приближно 150 метара надморске висине. У градској околини су бројна језера ледничког порекла.

## Историја
Први помен Мадоне везује се за годину 1461. Град је добио градска права 1926. године.

## Становништво
Мадона данас има испод 10.000 становника, а последњих година број становника опада.
Матични Летонци чине огромну већину градског становништва Мадоне (79%), док значајну мањину чине махом Руси (16%).